# Stora Lysarholmen
Stora Lysarholmen är en ö i Finland. Den ligger i sjön Larsmosjön och i kommunerna Larsmo och Jakobstad och landskapet Österbotten, i den centrala delen av landet, 400 km norr om huvudstaden Helsingfors. Öns area är 58 hektar och dess största längd är 1,4 kilometer i nord-sydlig riktning.
Kommungränsen mellan Jakobstads och Larsmo kommuner delar ön på flera ställen. Lilla Lysarholmen och den västra delen av Stora Lysarholmen tillhör Larsmo. Byn och det mesta av östra Stora Lysarholmen tillhör Jakobstad, men östra stranden tillhör Larsmo.